# علي ديواندري
علي ديواندري (بالفارسية: علی دیواندری) فنان ورسام كارتون وكاريكاتير إيراني. ولـد عام 1957 فـی سبزوار. تخرج من کلیة الفنـون الجمیلة في جامعة طهران. انصرف إلی التصمیم والکاریکاتیر منذ عـام 1975. عرضت أعماله فی معارض أجنبیة عدیدة ونال جوائز عديدة.

## الجوائز
- وسام فخري من معرض یومیوري شیمبون في اليابان، 1992.
- دبلوم فخري ولوحه فضیه من معرض أنكونا، 1993.
- الجائزة الثالثة لمعرض سکوپیه في يوغوسلافيا، 1993.
- جائزة خاصة من معرض بوردیرا في إيطاليا، 1994.
- الجائزة النقدیة الرابعة لمعرض افین في بلجيكا، 1994.
- الجائزة الخامسة لمعرض اکسبو كوريا الجنوبية، 1994.
- جائزة جمعیة الصحفیین في بلجيكا، 1994.

## معرض الصور

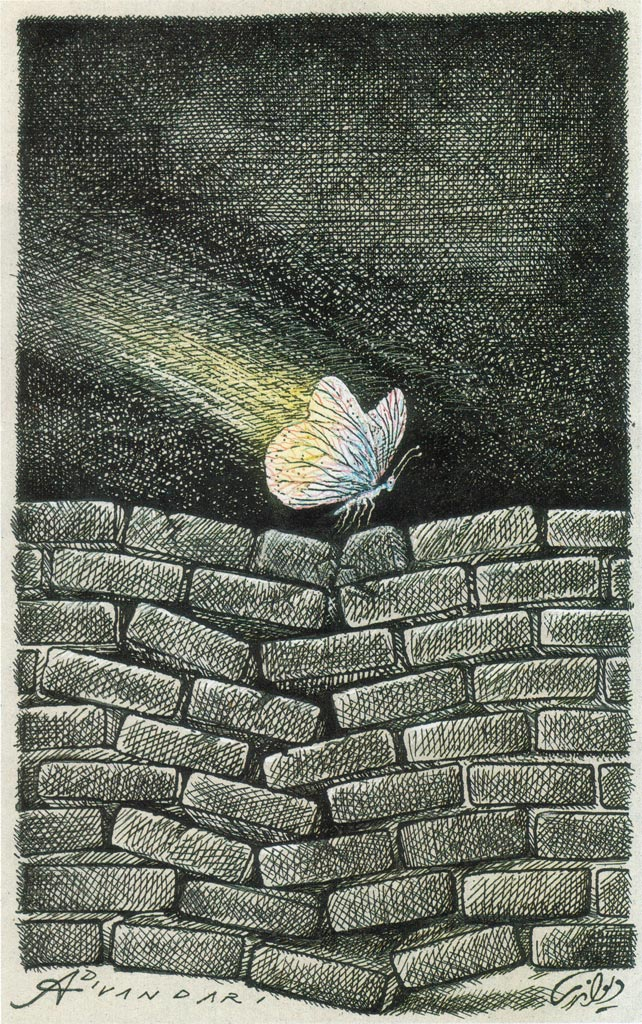
كاريكاتير بيد علي ديواندري
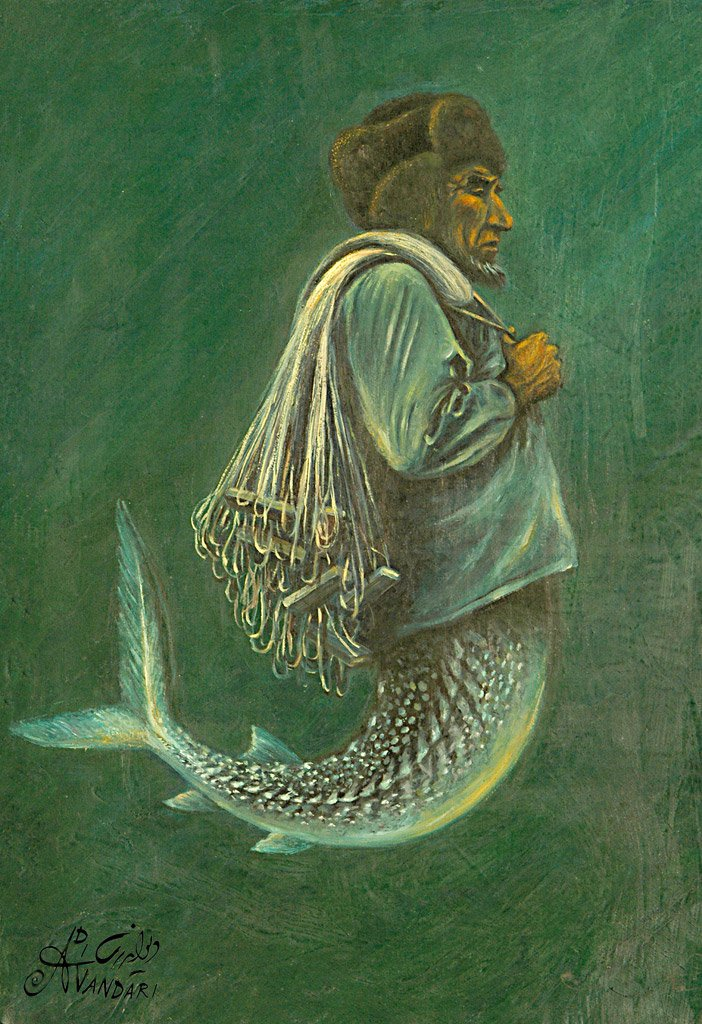
لوحة بيد علي ديواندري
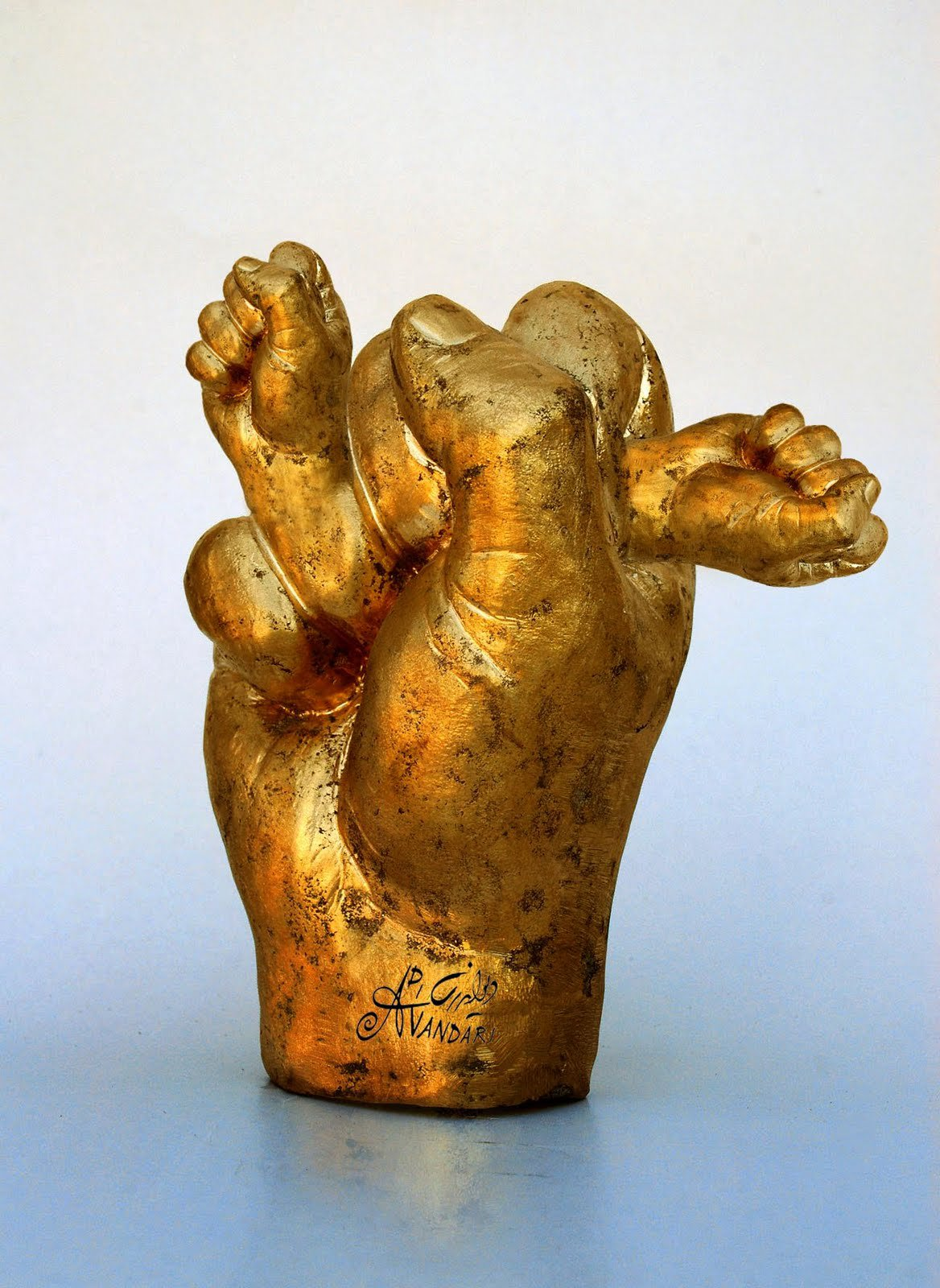
منحوتة بيد علي ديواندري
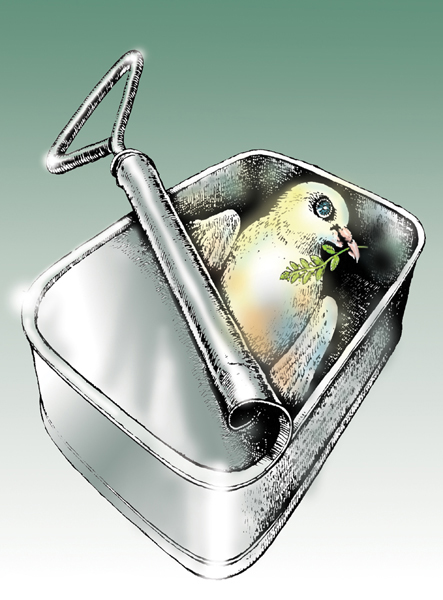
كاريكاتير بيد علي ديواندري